# Ekonominyheterna
Ekonominyheterna är en självständig programpunkt inom ramen för TV4-gruppen:s nyhetsprogram Nyheterna.
Programinslaget handlar om olika händelser inom ekonomins område. Man rapporterar både om  börsens och räntans utveckling, valutakurser såväl som den ekonomiska utvecklingen inom industri, offentlig sektor och handel. 

## Historik
Ekonominyheterna lanserades den 10 januari 2000, samtidigt som "Nyhetstimmen". En sändning i anslutning till Nyheternas 22-sändning tillkom den 7 januari 2003. Senare började Ekonominyheterna även sändas i Nyhetsmorgon.
Ekonominyheterna producerades från början tillsammans med Dagens Industri men sedan hösten 2005 produceras Ekonominyheterna av TV4-gruppen själva. När TV4 tog över inleddes morgonsändningar. Redaktionen gjorde även ett kortlivat fördjupningsprogram som hette Ekonominyheterna XL.
Dessutom inleddes ett samarbete med Privata Affärer om en satsning på den gemensamma webbplatsen Ekonominyheterna.se som ersatte privataaffarer.se från den 15 augusti 2005. Redan efter några månader utsågs Ekonominyheterna.se till "Årets Tidskrift - nya medier". Hösten 2006 lämnade Privata Affärer samarbetat och Veckans Affärer blev ny samarbetspartner med en ny webbplats som lanserades den 1 september. I april 2008 bytte Ekonominyheterna.se namn till Va.se.

## Källhänvisningar
1. ↑  Mer ekonominyheter i TV4 Arkiverad 28 april 2018 hämtat från the Wayback Machine., 3 januari 2003
2. ↑  TV4 tar över ekonominyheterna, TV4, 25 februari 2005
3. ↑  TV4 storsatsar på Ekonominyheterna, TV4, 11 augusti 2005
4. ↑  TV4 och Privata Affärer startar gemensam ekonomisajt Arkiverad 10 mars 2019 hämtat från the Wayback Machine., Resumé, 11 augusti 2005
5. ↑  Ekonominyheterna.se vald till Årets Tidskrift - nya medier, TV4, 24 oktober 2005
6. ↑  Schultz om nya TV4-samarbetet Arkiverad 10 mars 2019 hämtat från the Wayback Machine., Resumé, 15 juni 2006
7. ↑  TV4 och Veckans Affärer storsatsar på ekonomisajt Arkiverad 10 mars 2019 hämtat från the Wayback Machine., Internetworld, 16 juni 2006
8. ↑  Premiär för Va.se: "Vi är en upmarket-sajt" Arkiverad 10 mars 2019 hämtat från the Wayback Machine., Dagens Media, 15 april 2008